# Chondrosum gracile
Navajita (Chondrosum gracile), es una especie de planta perenne herbácea de la familia de las poáceas nativa de América del Norte. Llega alcanzar una altura de hasta 30 cm. con colores de verde a gris. Se distribuye desde Alberta, Canadá, las Montañas Rocosas, las Grandes Llanuras de Estados Unidos hasta los estados mexicanos de Sonora, Chihuahua y Coahuila principalmente. Es tolerante a las sequías. Su aprovechamiento representa la mayor parte de la productividad primaria neta en la pradera de pastos cortos de las Grandes Llanuras centrales y meridionales. 

## Descripción

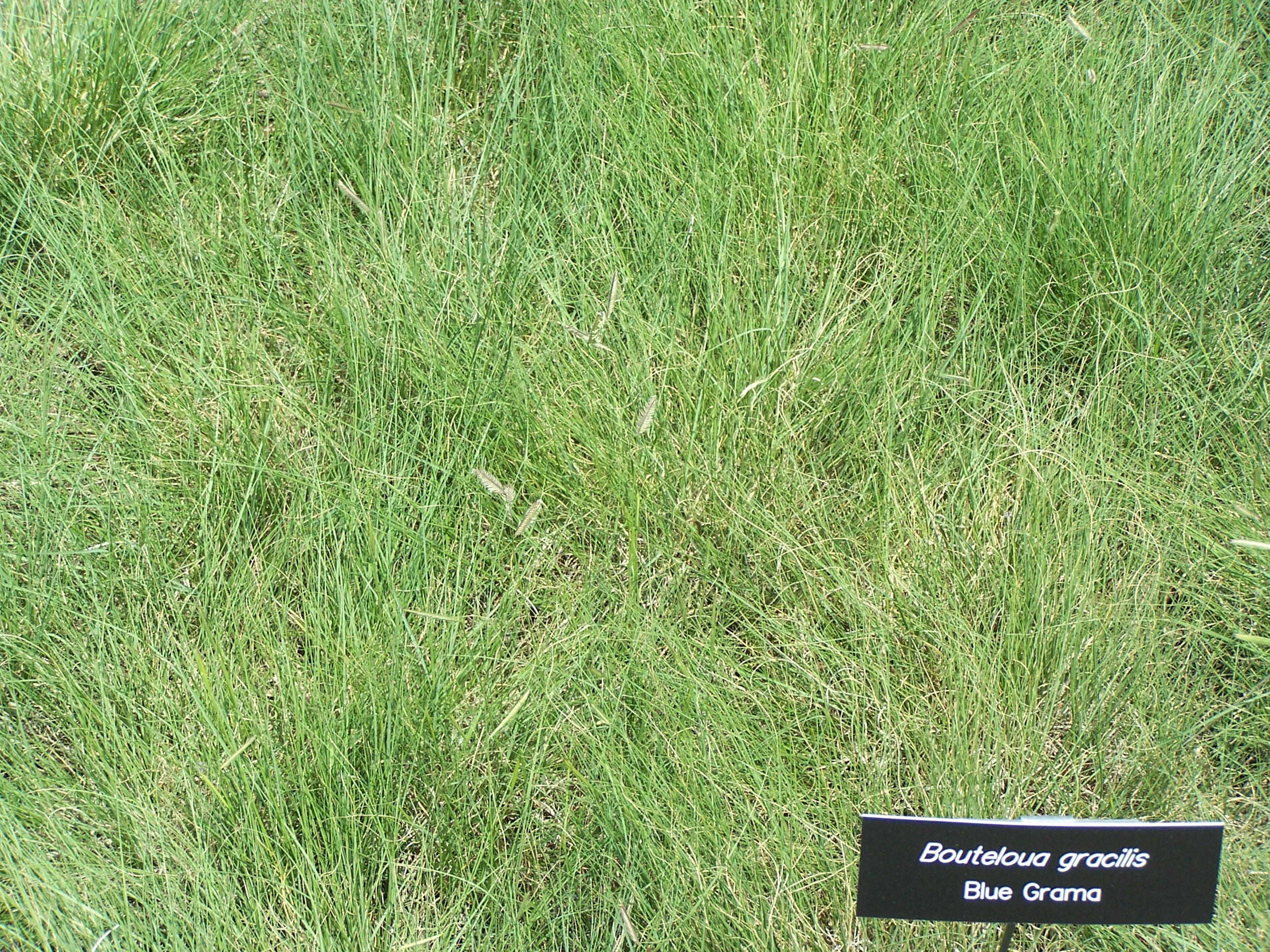
Al comienzo del verano

En Chondrosum gracile la altura de la planta en la madurez varía desde los 15 hasta 30 centímetros. Las raíces se extienden generalmente 30-46 centímetros desde el borde de la planta, y profundiza 0.9-1.8 m. La profundidad máxima de enraizamiento es de aproximadamente 2 metros. Es de color verde y gris, de apariencia.
Se establece fácilmente a partir de semillas , pero depende más de la reproducción vegetativa a través de macollos . La producción de semillas es lenta, y depende de la humedad del suelo y temperatura. Las semillas dispersadas por viento sólo llegan a unos pocos metros; más lejos se alcanzan distancias por los insectos, aves y mamíferos como agentes de dispersión. establecimiento de plántulas , la supervivencia y el crecimiento son mayores cuando se aíslan de las plantas adultas vecinas, ya que efectivamente extraen agua en zona de las raíces de la plántula. El establecimiento exitoso requiere una modesta cantidad de humedad en el suelo durante la extensión y el desarrollo de las raíces adventicias.

## La horticultura y la agricultura

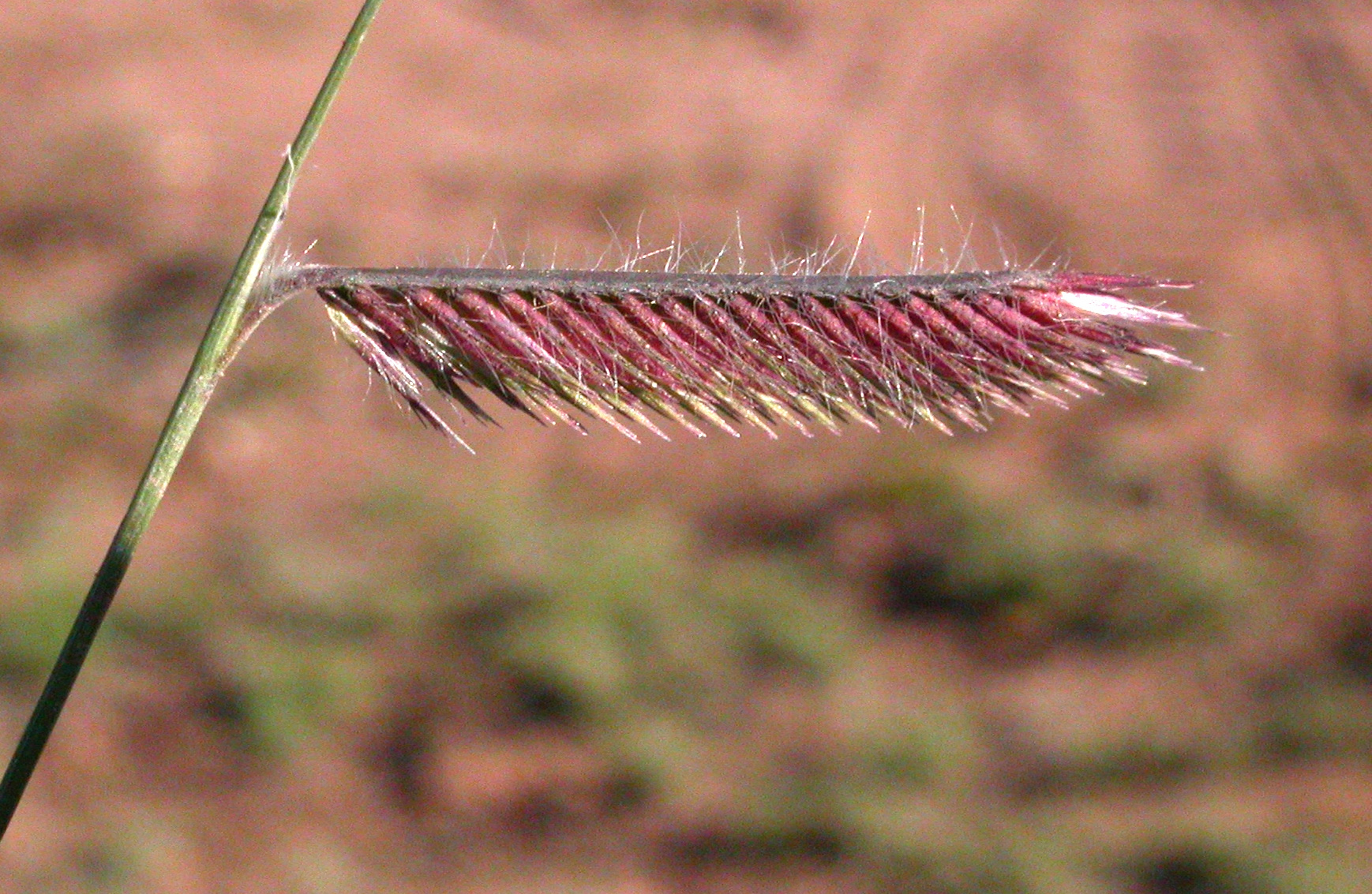
Inflorescencia

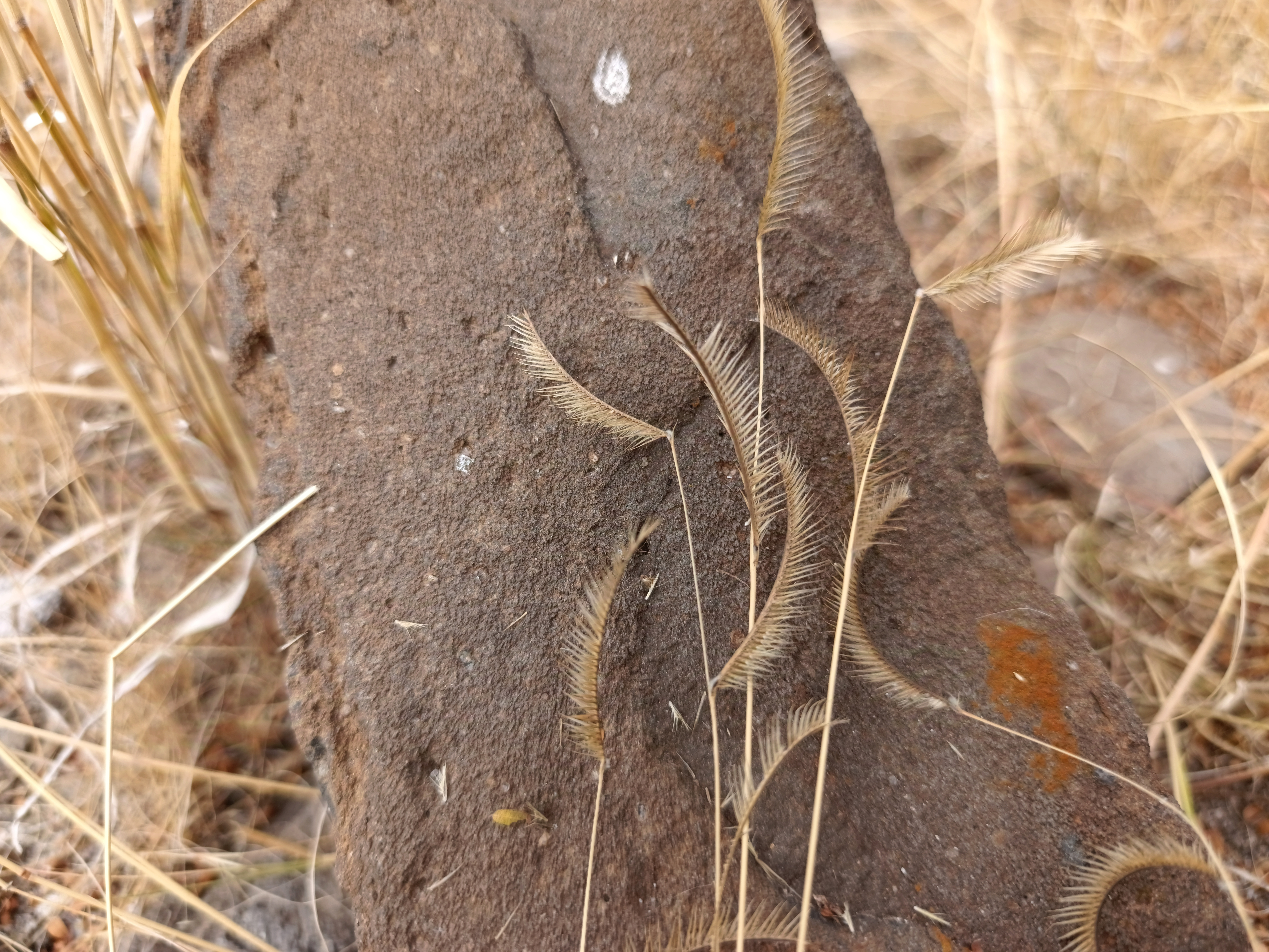
En temporada seca

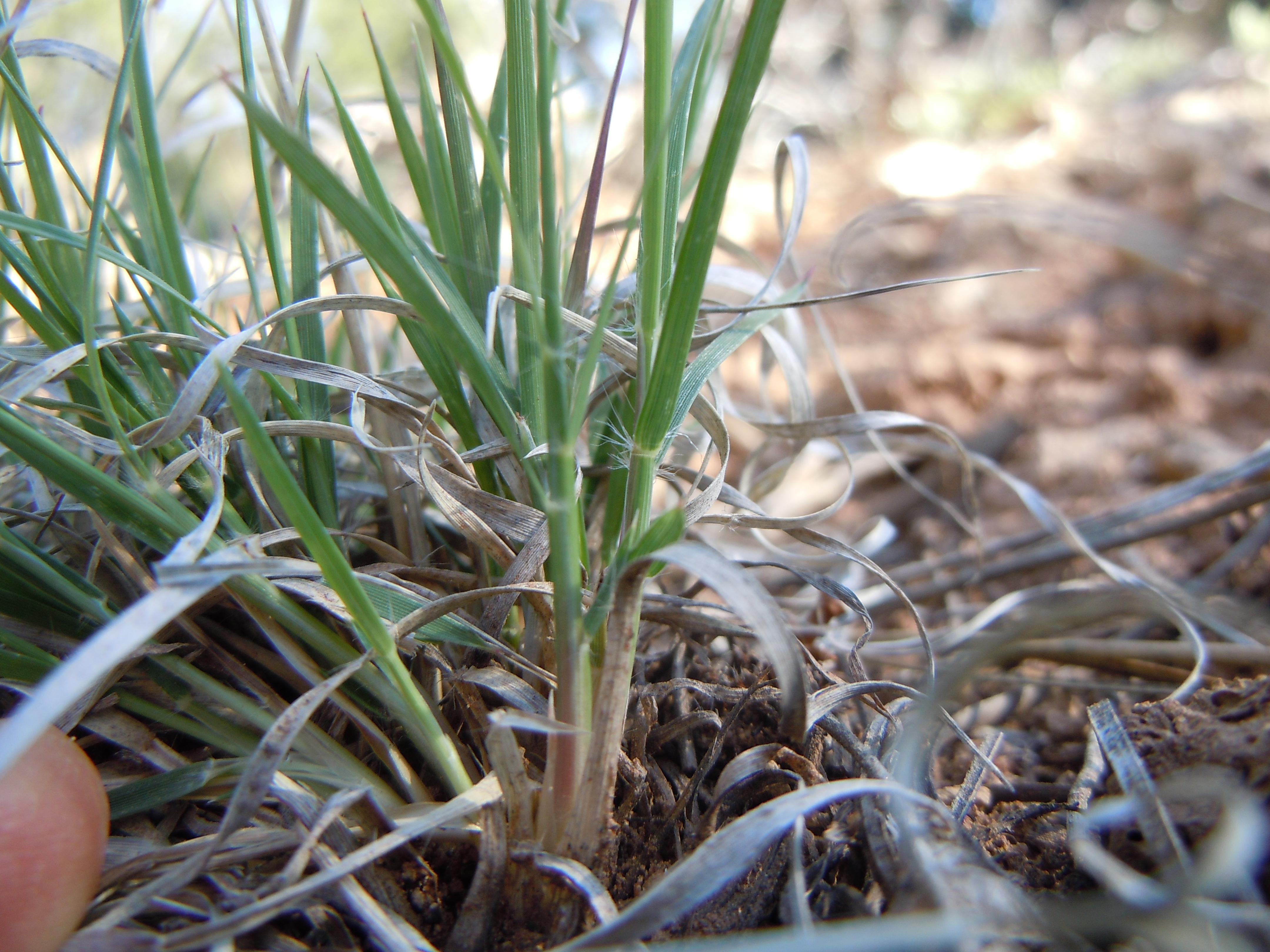
Mata

Chondrosum gracile es cultivado por la horticultura industrial, y se utiliza en: jardines perennes, naturalistas y paisajismo de plantas nativas, hábitat de restauración de proyectos, y en la zona residencial, cívica, y control de la erosión en la carretera. Las flores azules también se utilizan en arreglos de flores secas.
Chondrosum gracile es la hierba del estado de Colorado y Nuevo México. Está clasificada como una especie en peligro de extinción en Illinois.

## Propiedades
En Guanajuato se usa contra las diarreas de los niños lactantes, provocadas por la leche; se administra el cocimiento de la parte aérea de esta planta.

## Nombres comunes
- azotador
- grama
- gusanillo
- navajita azu
- zacate cepillo[3]

## Distribución en México
Se distribuye principalmente en los estados de Sonora, Chihuahua, Coahuila, Durango, Nuevo León, Zacatecas y Aguascalientes.

## Taxonomía
Chondrosum gracile fue descrita por Carl Sigismund Kunth y publicado en Nova Genera et Species Plantarum (quarto ed.) 1: 176, pl. 58. 1815[1816].
Etimología
Bouteloua: nombre genérico que fue otorgado por Mariano Lagasca y Segura en 1805 en honor de Claudio Boutelou y de su hermano Esteban Boutelou, dos botánicos españoles del siglo XIX.
gracilis: epíteto latino que significa "delgado, esbelto".
Sinonimia
- Actinochloa gracilis (Kunth) Willd. ex Roem. & Schult.
- Atheropogon gracilis (Kunth) Spreng.
- Atheropogon oligostachyus Nutt.
- Bouteloua gracilis (Kunth) Lag. ex Griffiths
- Bouteloua gracilis var. gracilis
- Bouteloua gracilis var. major (Vasey ex L.H.Dewey) Beetle
- Bouteloua gracilis f. pallida (Beal) B.Boivin
- Bouteloua gracilis var. stricta (Vasey) Hitchc.
- Bouteloua major Vasey
- Bouteloua oligostachya (Nutt.) Torr. ex A.Gray
- Bouteloua oligostachya var. major Dewey
- Bouteloua oligostachya var. pallida Beal
- Bouteloua stricta Vasey
- Chondrosum oligostachyum (Nutt.) Torr.
- Eutriana gracilis (Kunth) Trin.
- Eutriana oligostachya (Nutt.) Kunth[8][9]